# Batalla de Fort Bisland
La batalla de Fort Bisland es va lliurar a la Guerra Civil dels Estats Units entre el general major de la Unió Nathaniel P. Banks contra el General Major confederat Richard Taylor durant les operacions de Banks contra la regió de Bayou Teche al sud de Louisiana.

## Preludi
Quan Banks va ser nomenat comandant del XIX Cos d'Exèrcit, Departament del Golf, el 16 de desembre de 1862, va rebre l'ordre de coordinar un atac contra el bastió confederat de Port Hudson mentre el general Ulysses S. Grant es movia contra Vicksburg. Banks va fer els preparatius per aquesta campanya, però sabia les dificultats que s'enfrontaria en la marxa allà. Primer, la zona de Nova Orleans, era pantanosa, plena de pantans, i la malaltia seria rampant. També hi havia un altre obstacle en el camí del Bank: el petit exèrcit de l'oest de Louisiana del general Richard Taylor.
Banks va formular un pla que portaria el XIX Cos a Alexandria, assegurant la regió de Bayou Teche que estava carregada de farratge natural i subministraments no utilitzats. Al llarg del camí establiria dipòsits de subministraments i després es traslladaria des d'Alexandria contra Port Hudson. No obstant això, el moviment ràpid que esperava va ser frenat pel petit exèrcit de Taylor en una sèrie d'atacs, començant per Fort Bisland, situat a la parròquia de St. Mary, Louisiana.

## Batalla
Quan Banks va marxar de Nova Orleans, va planejar capturar l'exèrcit de Taylor en la seva totalitat. El 9 d'abril, dues divisions del XIX Cos van creuar la badia de Berwick des de Brashear City (actual Morgan City, Louisiana) fins al costat oest de Berwick. L'11 d'abril, Banks va començar el seu avanç de debò. Taylor era molt conscient de l'avanç de Banks a causa de l'èxit de l'exploració de la seva cavalleria sota el comandament de Brig. El general Thomas Green. Green va fer ombra a l'exèrcit de Banks i va informar a Taylor de tots els detalls de les maniobres de l'exèrcit de la Unió.
El 12 d'abril, Banks va enviar una tercera divisió, sota el comandament de Brig. El general Cuvier Grover, amunt el riu Atchafalaya per aterrar a la part posterior de Franklin, amb la intenció d'interceptar una retirada confederada de Fort Bisland o canviar la posició de l'enemic. El general Taylor va enviar una part de la cavalleria de Green al front per comprovar la força de l'enemic i frenar el seu avanç. També va enviar tropes sota el brigadier. El general Alfred Mouton per impedir l'avenç de la divisió de Grover. A última hora del dia, les tropes de la Unió de Brig. La divisió del general William H. Emory va arribar i va formar una línia de batalla fora de les defenses de Fort Bisland. Es va produir un bombardeig d'artilleria des d'ambdós costats fins a la foscor quan les tropes federals van tornar al campament per passar la nit.
Al voltant de les 9:00 a.m. del 13 d'abril, les forces de la Unió van tornar a avançar cap a Fort Bisland. Banks tenia tres brigades sota la posició al sud del Bayou Teche. Les brigades es van desplegar amb Godfrey Weitzel a l'esquerra, Halbert E. Paine a la dreta (ancorat a Bayou Teche) amb Timothy Ingraham com a suport. Oposant-se a les forces de la Unió al sud del Teche hi havia la brigada de cavalleria de Texas comandada pel Brig. El general Henry Hopkins Sibley. Al nord de Bayou Teche hi havia la brigada de la Unió d'Oliver P. Gooding que es va enfrontar a la brigada confederada de Mouton.
El combat no va començar fins després de les 11:00 a.m. i va continuar fins al capvespre. A més de les forces confederades en el moviment de terres, la canonera Diana, que havia estat capturada i ara estava en mans confederades, va bombardejar les tropes de la Unió. Les canoneres nord-americanes es van unir a la baralla a última hora de la tarda.
A primera hora del vespre, el foc s'havia aturat. Més tard aquella nit, Taylor va saber que la divisió de la Unió que va pujar per l'Atchafalaya i va aterrar a la seva rereguarda estava ara en condicions de tallar una retirada confederada. Taylor va començar a evacuar subministraments, homes i armes, deixant una petita força per frenar qualsevol moviment enemic. L'endemà al matí, Banks i els seus homes van trobar el fort abandonat.

## Conseqüències
Fort Bisland era l'única fortificació que podria haver impedit aquesta ofensiva de la Unió, i havia caigut. Banks va continuar la seva marxa per Bayou Teche després d'aquesta batalla inicial cap al seu objectiu final d'Alexandria, Louisiana.
Taylor tornaria a frenar Banks uns dies després a la batalla d'Irish Bend.